# Woorinen South
Woorinen South – miasto w Australii, w stanie Wiktoria.